# 九公庙
九公庙，位于中国广东省河源市和平县，为和平县的一个县级文物保护单位，类型为古建筑，公布时间为1986年9月。
九公庙的历史年代为明代。